# Licá
 Luís Carlos Pereira Carneiro, também conhecido como Licá (Lamelas, Castro Daire, 8 de setembro de 1988), é um futebolista português que atua como atacante. Atualmente, joga pelo Lamelas de Portugal.

## Títulos
FC Porto
- Supertaça Cândido de Oliveira: 2013[2][3]

Estoril
- Segunda Liga: 2011-12[2][4]